# Аниськин, Павел Сергеевич
Аниськин Павел Сергеевич (1926—2000) — живописец, член Союза художников СССР (1977 г.).

## Биография
Аниськин Павел Сергеевич родился 18 июня 1926 года в с. Азарапино (ныне — Наровчатского района Пензенской области) в семье крестьянина. Отец — Аниськин Сергей Александрович — работал в начальной сельской школе. Мать — Аниськина Татьяна Васильевна — домохозяйка. П. С. Аниськин был одним из авторов-разработчиков герба города Пензы образца 1964 года. Авторы-разработчики герба: А. А. Оя, А. А. Фомин, Ю. И. Ромашков, П. С. Аниськин. На серебряном фоне щита изображались золотой баланс часового механизма, в его центре чёрная ласточка, ниже три снопа с исторического герба города.
Из статьи Л. Горюновой «И всё-таки она спасёт нас» 1992 г.:
"- Ещё пятилетним мальчишкой я ощутил тягу к рисованию, — вспоминает Павел Сергеевич. — И в школе мне всё время хотелось рисовать на уроках. Даже недоразумения по этому поводу имел. Помню первый свой заказ. Это в 37-м году было. Готовились к юбилею Пушкина. И мне поручили чёрным карандашом на хорошей бумаге сделать с одной репродукции портрет. Учителя организовали небольшую газету. И повесили мой рисунок. Все выбежали в большой коридор. Спрашиваю: "Кто рисовал? — «Рисовал Паша Аниськин». Ну какое же было счастье! Разве забыть мне это? Конечно, я мечтал быть только художником.
Повезло маленькому Паше с учителем рисования. И сейчас вспоминает добрым словом Леонида Васильевича Корнеева, который сразу заприметил талантливого мальчика: «Павел ты должен непременно поступать в художественное училище в Пензу». Готовил его к этому.

## Годы войны
В 1943 году поступил в Пензенское художественное училище имени А. К. Савицкого на живописно-педагогическое отделение. Ученик И. С. Горюшкина-Сорокопудова, который в то время был директором.
Из статьи Л. Горюновой «И всё-таки она спасёт нас» 1992 г.:
«Война… 1943 год. За плечами восемь классов, смерть матери. А в сердце неистребимое желание стать художником. И вот он с узелочком в руках, со своими работами, свёрнутыми рулонами, открывает двери художественного училища.
Принимал его замечательный русский художник, ученик Репина — Иван Силович Горюшкин-Сорокопудов. В чёрной шапочке, аристократическая поза, в руке длинный мундштук — таким запомнился он в первую встречу.»
Во время Великой Отечественной войны учёба прерывается в связи с уходом на фронт в 17-летнем возрасте. С альбомом и карандашом Павел Сергеевич уже не расстаётся. На фронте он делал зарисовки, портреты сослуживцев. Непосредственно принимает участие в боях: 4 Украинский фронт 84-ОСПБ, 47-я ж.д. бригада в 119 особом батальоне в роте сапёров. Войну закончил на Балканах: Румыния, Чехословакия, Венгрия. После Победы, имея осколочные ранения правой руки демобилизовался домой в 1947 году. За освобождение г. Будапешта награждён «За взятие Будапешта».
Награды За участие в Великой Отечественной войне 1941—1945 г.г.:
- Орден Отечественной войны II степени;
- Медаль «За взятие Будапешта»;
- «За победу над Германией в ВОВ 1941-45г.г.»;
- «20 лет ВОВ — 1941-45г.г.»;
- «30 лет ВОВ — 1941-45г.г.»;
- «40 лет ВОВ — 1941-45г.г.»;
- «50 лет ВОВ — 1941-45г.г.»;
- «60 лет вооружённых сил СССР»;
- «70 лет вооружённых сил СССР»;
- «Ветеран труда»: За доблестный добросовестный труд;
- «Ветеран войны».

## Послевоенные годы. Возвращение к учёбе
В 1947 году Павел Сергеевич возвращается домой, поступает на 2 курс Пензенского художественного училища и продолжает учёбу. Павел Сергеевич решает продолжить учёбу. Мать умерла в 1939 году, отец — во время войны, в 1944 году. Из-за тяжёлых послевоенных лет и голода пришлось снова прервать учёбу. В училище посоветовали взять академический отпуск.
Павел Сергеевич уезжает на Родину в Наровчат к сестре, которая жила очень тяжело. Устраивается на работу в Районный Дому культуры инструктором-массовиком, пишет рекламы, плакаты, расписывает декорации для спектаклей, организовывает струнный оркестр, хор.
С 1950 г. по 1953 г. работает учителем черчения и рисования в Наровчатской средней школе.
С занятий в изостудии у П. С. Аниськина начиналось становление Геннадия Фёдоровича Шильцина, почётного архитектора России (2001), почётного гражданина г. Заречного (1998), советника Главы города по архитектуре и градостроительству, лауреата премии Сов. Министров СССР (1981).
«П. С. Аниськин — автор герба города Пензы, незаурядный человек, помогший „расправить крылья“ не одному начинающему художнику. Таким образом, параллельно учёбе в инженерно-строительном институте Г. Ф. Шильцин три года занимался у него.»
В это время обзаводится семьёй, женится, растёт сын. В свободное время пишет пейзажи родного края, пишет портреты своих современников, но тоска по художественному училищу неотступно преследует его.
В 1953 году Павел Сергеевич возвращается в родное училище. Занимается у художников-преподавателей: И. С. Горюшкина-Сорокопудова, М. В. Бунчина, А. С. Шурчилова, М. Е. Валуйкина, Н. К. Краснова и др. Занятия проходили активно и успешно. Был бессменным руководителем художественной самодеятельности Пензенского художественного училища.
В 1954 году являясь студентом 3 курса Пензенского художественного училища, Павел Сергеевич представлял свои живописные работы на областной выставке профессиональных художников.

## Профессиональное становление художника-живописца
В 1957 год Павел Сергеевич заканчивает с отличием Пензенское художественное училище. Его дипломной работой стала картина-фантазия «Л. Н. Толстой у П. И. Чайковского». Получает рекомендации председателя Государственной квалификационной комиссии В. Г. Вальцева возможность поступить в Ленинградскую академию художеств им. И. Е. Репина без экзаменов, но по семейным обстоятельствам радостные надежды рушатся. Областное управление культуры направляет Павла Сергеевича в Художественный фонд Пензенской организации художником-оформителем. С 1963 года работает над созданием Греба города Пензы. По его модели был водружён герб из гранита над входной аркой Горсовета (здания Картинной галереи).
Из статьи искусствоведа В. Балашовой "Слово о художнике: " 
«Видя пейзажи Павла Сергеевича кажется, что все ужасы войны оказались бессильными убить в художнике способность видеть мир прекрасным, поныне удивляться, каждый раз оставаясь наедине с природой, гармонии её форм и красок.»
Музыкальная тематика в творчестве живописца неслучайна. С самых ранних лет Павел Сергеевич наполнял музыкой свою жизнь. Будучи мальчишкой он в тайне по ночам пробирался через окно в Дом Культуры, где стоял заветный музыкальный инструмент. Так, Павел Сергеевич самостоятельно научился играть на фортепиано, аккордеоне и скрипке, которая всегда находилась в его мастерской. Скрипка была подарена во время войны хозяином музыкального магазина в Чехословакии, который был поражён, что простой русский солдат умеет играть на музыкальных инструментах.
Из статьи Л. Горюновой «И всё-таки она спасёт нас» 1992 г.:
«Когда рука художника устаёт держать кисть, она тянется к смычку. В его мастерской на подоконнике лежит скрипка — подарок чешского композитора, память о военном лихолетье. Музыка — вторая большая любовь в жизни художника. Обладая идеальным слухом, Павел Сергеевич самостоятельно освоил фортепиано, аккордеон и скрипку.
Музыка звучит в картинах художника. Их лучше не комментировать, а сопровождать пьесами Чайковского, Рахманинова (любимых композиторов Павла Сергеевича) — они так созвучны!»
С 1954 года Павел Сергеевич является постоянным участником областных, зональных, республиканских и зарубежных выставок. Первая персональная выставка состоялась в 1967 году в Союзе писателей Пензенской организации в 1974 году в Культпросвет училище и в Доме Офицеров. Выставка на родине художника, в Наровчате в 1976 г.
В 1978 году на персональной выставке «По Лермонтовским местам» в «Тарханах» были представлены 40 работ. Среди них эскизы к картине «Лермонтов на Кавказе», которые были выполнены углём. В них художник сумел выразить бунтарство и одиночество поэта.
Из статьи Л. Диановой в газете «Сельская новь» № 108 5 сентября 1978 г.:
«Лирические пейзажи памятных мест, выполненные в технике масляной живописи, являются результатом многолетнего труда художника. Ярко и выразительно запечатлены интересные и характерные тарханские виды: „Барский дом“, „Дуб, посаженный Лермонтовым“, „Большой пруд на закате“, „Урочище Долгое перед грозой“.
Несколько лет назад П. С. Аниськин побывал на Кавказе. Написанные во время этой поездки работы (виды Пятигорска, Кисловодска, Нальчика), тонко передают величие и мощь Кавказа, воспетые поэтом.
Выставка П. С. Аниськина вызывает большой интерес посетителей музея.»
Из статьи Н. Аркадиной в газете «Пензенская правда» 22 октября 1978 г.:
«Павлу Сергеевичу Аниськину Тархан никто не заказывал, как впрочем, и Кавказа тоже. Его привела сюда любовь искренняя, преданная и благоговейная к памяти Михаила Юрьевича Лермонтова. Именно такими, а не профессиональными словами о живописи хочется говорить о работах художника. С точки зрения профессионализма в них есть всё — и сложный, очень своеобразный колорит, и оригинальность в решении многих цветовых гамм, и отличное владение техникой живописи, и высокий вкус, и мастерство композиционных решений. Об этом говорит выставка, экспонируемая сейчас в лермонтовском музее-заповеднике „Тарханы“. Особое внимание привлекают живописные полотна из серии „Тарханы“ — „Барский дом“, „Склеп Лермонтова“, „Большой пруд на закате“, „Барский пруд весной“, „Река Милорайка“.
Многие художники обращались к теме Тархан, но очень немногие из них обладали такой деликатностью и уважением к памяти великого поэта. В книге отзывов о выставке написано много хороших слов, и большая часть из них дана не профессионалами. Но попробуйте найти другую такую книгу, где были бы такие тёплые и сердечные слова. Люди благодарны художнику за то, что он как бы сними вместе, осторожно и трепетно касается дорогих образов прошлого и настоящего, не возвышаясь над тем, чему великий Лермонтов отдавал самые сокровенные свои чувства.»
В 1989 г. была организована персональная выставка в Пензенском музыкальном училище. В июле 1996 года в Центральном Доме Искусств (Пензенской филармонии) была организована выставка в связи с Юбилеем художника-живописца. Всего состоялось 14 персональных выставок.
Предпочтение в своём творчестве Павел Сергеевич Аниськин отдавал пейзажу.
Из статьи Л. Горюновой «И всё-таки она спасёт нас» 1992 г.:
«Больше меня всё к солнцу, к солнцу тянет, — говорит о себе Павел Сергеевич. — Я всё хожу и ищу хорошие мотивы, жду закаты, красивые закаты, которые меня потрясают. Тогда я скорее открываю свой этюдник. Это мгновение выхватить и передать.
Передать людям красоту природы, донести до них её тайны, открыть глаза — оглянитесь, ведь вы каждый день ходите на работу мимо этой берёзы, смотрите, но не видите её, а ведь она сегодня не такая как вчера.
На картины Аниськина хочется смотреть долго-долго. Есть у Японцев такой термин — „час созерцания“. Когда напряжены нервы, когда вы загнаны в угол бесконечными проблемами — остановитесь, посмотрите на самый простой цветок. Какое совершенство, какая гармония в асимметрии его лепестков! И теплом по душе разольётся покой, улыбка озарит ваше лицо.
Павел Сергеевич дарит нам возможность обрести душевное равновесие и спокойствие. От его картин веет теплом, радостью жизни. Они обладают магической способностью притягивать взор. Пьёшь из этого родника вдохновения и не напьёшься. До чего же красиво!»

## Основные произведения
«Л. Н. Толстой у П. И. Чайковского», «В землянке», «Раздолье на Пензенском море», «Возвращение А. И. Куприна на Родину», «Портрет писателя Н. М. Почивалина», «Первая зелень», «Май», «Сура стынет», «Вечерняя песня», «Пленер», «Над родными просторами», «Озимые», «Вечер в августе», «Зимние кружева», «Торжественное открытие музея одной картины в Пензе», «Осенний мотив», «Затон Суры», «Троице-Сканов монастырь», «Начало мая», итальянские этюды и другие.
Его произведениям свойственна лирическая напевность, особая поэтическая интонация, умение раскрыть состояние природы.
Картины П. С. Аниськина находятся в Пензенской картинной галерее, а также в частных коллекциях в России и за рубежом: Германии, Англии, Финляндии, Венгрии, США.
Павел Сергеевич всегда поддерживал тёплые отношения с коллективом Детской музыкальной школой № 1 г. Пензы. Он был истинным ценителем прекрасного и очень любил музыку. Старинный зал школы и по сей день украшают его картины: «Л. Н. Толстой в гостях у П. И. Чайковского», «П. И. Чайковский в Клину». Так же в зале представлены картины из цикла «Времена года»: «Осень», «Зима», «Весна», «Лето». Все эти картины были преподнесены автором в дар музыкальной школе № 1 г. Пензы (недоступная ссылка).
В последние дни своей жизни Павел Сергеевич почти не узнавал своих родных, но всегда узнавал музыкальные произведения и их авторов на слух. Он всей душой любил музыку и говорил, что если бы не стал художником, непременно посвятил жизнь музыке.
Из статьи искусствоведа В. Балашовой "Слово о художнике:
«Картины П. С. Аниськина — это искренность и жизнелюбие. Это не только открытие художника большой души, но и открытие художника поэтического, переполненного лирическим отношением к природе, любовью к таким, казалось бы, привычным пейзажам родной земли. Чистые звонкие краски его полотен заставляют жить добрыми человеческими чувствами.
Две стихии движут творчество художника. Первая — это музыка, вторая — любовь к природе. С музыкой Павел Сергеевич не расстаётся. Ему близки самые тонкие движения души человеческой в музыке Моцарта, возвышенная романтика и порывистость Шумана, глубокий драматизм душевных переживаний, излучаемых музыкой Чайковского. Как часто своё настроение он находит в музыке и как часто музыка становится темой его работ.»
В семейном архиве бережно хранятся книги отзывов персональных выставок Павла Сергеевича Аниськина. Перелистывая страницы альбомов, пробегая глазами по выцветшим рукописным отзывам можно немало узнать о душе художника и чувствах, которые вызывают его полотна у посетителей выставок.
Слова Пензенского писателя Н. Каткова из книги отзывов персональной выставки в 1996 году:
«В Древней Греции молодым людям советовали смотреть на живопись для совершенствования души. Творчество П. Аниськина талантливо служит этой высокой цели».
Верным спутником по жизни Павла Сергеевича Аниськина была его супруга Нина Ивановна Аниськина (Уральцева). Её бесконечная забота и поддержка позволили художнику посвятить свою жизнь творчеству. Художника-живописца не стало 24 мая 2000 г. Нина Ивановна пережила Павла Сергеевича всего на несколько месяцев. Всего в браке они прожили 51 год. Продолжателями династии Аниськиных стали их дети Татьяна и Олег, которые бережно хранят память о своих предках и передают её следующим поколениям.